# کمبریج اسپرینگز (پنسیلوانیا)
کمبریج اسپرینگز (به انگلیسی: Cambridge Springs) یک منطقهٔ مسکونی در ایالات متحده آمریکا است که در شهرستان کرافورد، پنسیلوانیا واقع شده‌است. کمبریج اسپرینگز ۲٫۳۰ کیلومتر مربع مساحت و ۲٬۵۹۰ نفر جمعیت دارد.